# André Weil
André Weil (Paris, 6 de maio de 1906 — Princeton, 6 de agosto de 1998) foi um matemático francês.
Reconhecido pela sua obra seminal em teoria dos números e geometria algébrica, foi membro-fundador e de facto o líder mais velho do Grupo Bourbaki. É irmão da filósofa e mística Simone Weil.

## Vida
Nascido em Paris, de pais alsacianos, que haviam fugido da Alsácia-Lorena quando ela foi anexada pela Alemanha, estudou em Paris, Roma e Göttingen, obtendo o título de doutorado em 1928. Passou dois anos lecionando na Universidade Muçulmana Aligarh (Índia), a partir de 1930. Nutriu perene interesse pela literatura sânscrita. Passou um ano em Marselha, e depois seis anos em Strasburgo.
Weil estava na Finlândia quando a Segunda Guerra Mundial estourou; ele tinha estado viajando pela Escandinávia desde Abril de 1939. Sua mulher Eveline voltou para a França, mas não ele. Uma anedota famosa é confirmada em sua autobiografia: depois de ter sido preso sob suspeita de espionagem na Finlândia, quando a URSS atacou, em 30 de Novembro de 1939, ele escapou de levar um tiro somente pela intervenção de Rolf Nevanlinna. Ele voltou para a França via Suécia e Reino Unido, e foi detido em Le Havre em Janeiro de 1940. A acusação é de que ele não tinha se apresentado para o serviço militar, e foi então encarcerado em Le Havre e depois em Rouen. Foi lá, na prisão militar em Bonne-Nouvelle, distrito de Rouen, de Fevereiro a Maio, que ele construiu o trabalho que fez sua reputação. Ele foi mandado para julgamento em 3 de Maio de 1940. Sentenciado a cinco anos de cadeia, foi-lhe facultado optar em ir para uma unidade militar, e ele então juntou-se a um regimento em Cherbourg. Depois da queda da França, ele reuniu-se à sua família em Marselha, onde chegou por mar. Ele seguiu para Clermont-Ferrand, onde conseguiu encontrar Eveline, que havia estado na região sob ocupação alemã. Em Janeiro de 1941, eles saíram de Marselha por mar e seguiram para Nova Iorque.
Durante a guerra, Weil permaneceu nos Estados Unidos, onde recebeu apoio da Fundação Rockefeller e da Fundação Guggenheim. Ele também lecionou na Universidade de São Paulo por dois anos, de 1945 a 1947, onde passou um bom tempo com Oscar Zariski. Ele lecionou na Universidade de Chicago de 1947 a 1958 antes de estabelecer-se no Instituto de Estudos Avançados de Princeton, Nova Jérsei.

## Trabalhos
Ele fez contribuições substanciais em muitas áreas, sendo a mais importante sendo as profundas conexões entre a geometria algébrica e a teoria dos números. Isto começou em seu trabalho de doutorado, levando ao Teorema de Mordell-Weil (1928, e rapidamente aplicado no Teorema de Siegel). O Teorema de Mordell-Weil teve uma prova ad hoc; Weil começou a separação do argumento da descendente infinita em dois tipos de abordagem estrutural, por meio da função altura para dimensionar pontos racionais, e por meio da Cohomologia de Galois, que não seriam assim nomeadas por mais duas décadas. Ambos os aspectos desenvolveram-se firmemente em teorias substanciais. 
Entre suas grandes realizações estão a prova, em 1940, enquanto esteve na prisão, da hipótese Riemann para função zeta local, e o subseqüente estabelecimento de fundações apropriadas para que a geometria algébrica sustentasse o resultado (de 1942 a 1946, com maior intensidade). Pelos padrões modernos, sua asserção de que tinha uma prova foi extremamente fácil, mas as condições da época da guerra foram determinantes, bem como o facto de os peritos alemães pouco terem feito ou comentado sobre o tema. As assim chamadas conjecturas Weil tiveram grande influência por volta de 1950; elas foram provadas posteriormente por Bernard Dwork, Alexander Grothendieck, Michael Artin e Pierre Deligne, que completou a etapa mais difícil em 1973.
Ele apresentou o anel adele em fim dos anos 1930, seguindo a iniciativa de Claude Chevalley com os ideles, e forneceu uma prova do teorema Riemann-Roch utilizando-se deles (uma versão apareceu em sua Teoria Básica dos Números em 1967). Sua 'matriz divisora' (feixe de vetores avant le jour) para o teorema Riemann-Roch de 1938, foi uma antecipação de idéias posteriores tais como os espaços modulares de feixes. A Conjectura Weil sobre os números de Tamagawa provou-se resistente por muitos anos. Eventualmente, a abordagem adélica tornou-se básica na teoria de representação automórfica. Ele descobriu uma outra conjectura Weil que lhe foi creditada por volta de 1970, porém, mais tarde, sob pressão de Serge Lang tornou-se conhecida como teorema de Shimura-Taniyama-Weil baseada na apresentação das idéias básicas na conferência de Nikko em 1955. Sua atitude em relação às conjecturas foi reportada por muitos no campo da matemática como tortuosa; ele escreveu que ninguém deveria tratar uma suposição como uma conjectura sem uma boa razão, e no caso de Shimura-Taniyama, a evidência só surgiu depois de extensivo trabalho computacional.
Outros resultados significativos foram obtidos na dualidade de Pontryagin e geometria diferencial. Ele introduziu o conceito de espaço uniforme na topologia geral. Seu trabalho sobre teoria de feixes mal aparece em suas dissertações publicadas, mas sua correspondência com Henri Cartan em fins dos anos 1940 provou-se de grande influência.
Sua descoberta da assim chamada representação Weil, previamente apresentada na mecânica quântica por Irving Segal e Shale, forneceu uma estrutura apropriada para entender a teoria clássica das formas quadráticas e também foi o início de um substancial desenvolvimento conectando a teoria da representação e funções teta.  
Seus livros, algo pouco comum para matemáticos, tiveram uma importante influência em pesquisa. (Em pelo menos um grande caso, esta influência parece ter sido negativa: supostamente, Alexander Grothendieck teria se queixado da "aridez" de Fundamentos da Geometria Algébrica, de Weil. Se não foi intencional, até que é uma boa piada.) Através dos escritos e seminários do Bourbaki, as idéias de Weil também podem ser traçadas na corrente principal dos matemáticos do pós-guerra.
Mais trivialmente, inventou a notação "Ø" para representar o conjunto vazio (q.v.).
André Weil não deve ser confundido com Hermann Weyl, que ajudou Weil a receber um prêmio da Guggenheim Fellowship em 1944; ou com Andrew Wiles, outro matemático famoso que, como Weil, fez trabalhos importantes em curvas elípticas.

## Obras
- Arithmétique et géométrie sur les variétés algébriques (1935)
- Sur les espaces à structure uniforme et sur la topologie générale (1937)
- L'intégration dans les groupes topologiques et ses applications (1940)
- Foundations of Algebraic Geometry (1946)
- Sur les courbes algébriques et les variétés qui s’en déduisent (1948)
- Variétés abéliennes et courbes algébriques (1948)
- Introduction à l'étude des variétés kählériennes (1958)
- Discontinuous subgroups of classical groups (1958) (notas de uma conferência em Chicago)
- Basic Number Theory, Grundlehren der mathematischen Wissenschaften (1967)
- Dirichlet Series and Automorphic Forms, Lezioni Fermiane (1971) Lecture Notes in Mathematics, vol. 189,
- Essais historiques sur la théorie des nombres (1975)
- Elliptic Functions According to Eisenstein and Kronecker (1976)
- Œuvres Scientifiques, Collected Works, três volumes (1979)
- Number Theory for Beginners (1979) with Maxwell Rosenlicht
- Adeles and Algebraic Groups (1982)
- Number Theory: An Approach Through History From Hammurapi to Legendre (1984)
- Souvenirs d’Apprentissage (1991)